# Guamaré
Guamaré is een gemeente in de Braziliaanse deelstaat Rio Grande do Norte. De gemeente telt 12.558 inwoners (schatting 2009).